# Навчально-науковий інститут біоресурсів і природокористування Західноукраїнського національного університету
Навчально-науковий інститут інноватики, природокористування та інфраструктури Західноукраїнського національного університету створений 1973 року.
Базою навчально-наукового інституту біоресурсів і природокористування Західноукраїнського національного університету є навчально-лабораторний корпус № 2, розташований за адресою: 46020, Майдан Перемоги, 3, м. Тернопіль.

## Історія
Планово-економічний факультет, правонаступником якого є факультет аграрної економіки і менеджменту було створено за наказом ректора Тернопільського фінансово-економічного інституту Л. Каніщенка від 5 вересня 1973 року № 53. Першим деканом став І. В. Войчишин. Цим же наказом було затверджено перший склад Вченої ради факультету: Войчишин Іван Васильович — декан планово-економічного факультету — голова ради; Богатирьов Борис Михайлович — заступник голови; Совінський Віктор Степанович — секретар вченої ради. Серед інших членів ради були Белебеха Іван Олексійович — завідувач кафедри бухгалтерського обліку в сільському господарстві, Штефанич Дмитро Андрійович — секретар партбюро.
Завдання колективу факультету полягало у забезпеченні народного господарства країни економічними кадрами та виконання науково-дослідних робіт за державним замовленням і на госдоговірних умовах.
На той час на факультеті здійснювали підготовку економістів за такими спеціальностями: «Бухгалтерський облік» (спеціалізація «Бухгалтерський облік в сільському господарстві» — по 75 чоловік на денній та заочній формах навчання), «Планування промисловості» — 25 осіб на денній та 50 на вечірній формах навчання; «Планування сільського господарства» — 50 та 25 осіб на денній та заочній формах навчання відповідно.
Згідно з рішенням Ради планово-економічного факультету, затвердженого наказом ректора № 146-к від 3 вересня 1974 року, з 1 вересня ц.р. деканом планово-економічного факультету призначено Сгібнєва Анатолія Павловича. На вказаній посаді А. П. Сгібнєв виконував обов'язки декана до 16 квітня 1988 року. 
З метою подальшого вдосконалення зв'язків науки з виробництвом, покращення управління навчально-виховним процесом по підготовці висококваліфікованих спеціалістів і на виконання постанови ради інституту від 7 вересня 1988 року, Наказом ректора від 10 вересня № 115 планово-економічний факультет було реорганізовано і на його базі створено Аграрно-економічний факультет в складі кафедр: економіки, організації і планування в АПК; бухгалтерського обліку і аналізу в АПК.
З початком навчального року деканом було призначено Богдана Богдановича Гладича, доцента кафедри економіки, організації і планування в АПК, які він виконував до 30 вересня 1993 року.
З метою подальшого вдосконалення управління навчально-виховним процесом і на виконання Постанови вченої ради інституту від 27 травня 1992 р. (протокол № 6) з 1 вересня 1992 р. аграрно-економічний факультет було перейменовано на факультет аграрного бізнесу.
З Гладичем Б. Б. працювали: заступниками декана М. С. Палюх, М. К. Пархомець; секретарем вченої ради інституту О. П. Скирпан; методистами М. В. Підгурська, Е. Г. Сафонова.
З 1 жовтня 1993 року деканом факультету аграрного бізнесу призначений Олійник Василь Михайлович, професор кафедри економіки, організації і планування АПК, доктор економічних наук (Наказ № 282-к від 01 жовтня 1993 р.). На виконання Наказу № 4-к від 4.01.1995 року, згідно з раніше укладеним контрактом, Олійника В. М. 5 січня т.р. було призначено директором інституту агробізнесу, оскільки у листопаді попереднього року факультет було перейменовано в інститут. У певний час на факультеті активно працювали доктори економічних наук, професори, Яремчук І.Г., Литвин Ю.Я., Дусановський С.Л., Дудар Т.Г.
За скоординованих дій ректорату і активної участі В. М. Олійника, розпорядженням Кабінету Міністрів України від 14 лютого 1995 року № 78-р радгосп «Тернопільський» був переданий Тернопільській академії народного господарства і на його базі створене навчально-дослідне виробниче господарство як навчальна та науково-дослідна база факультету. За наказом Міністерства освіти України від 17 липня 1997 р. № 275 радгосп передано до сфери управління Міністерства освіти. На цій підставі його реорганізовано у НДВГ «Наука» як структурний підрозділ університету.
Загальна площа земель підрозділу становила 1419 га, у тому числі сільськогосподарських — 865 га, багаторічних насаджень — 49 га, сінокосів і пасовищ — 301 га.
Наказом від 17 січня 2000 р. № 9-к Олійник В. М. був звільнений, а з 18 січня т.р. виконуючим обов'язки директора інституту аграрного бізнесу — призначений Б. Б. Гладич, доцент кафедри економіки, організації і планування в АПК.
В. М. Олійник великої уваги надавав питанням розвитку партнерських зв'язків науки з виробництвом, підбору кадрів. За будь-яких яких обставин рішення приймав оперативно, роботу організовував на довірі, вмів вислухати, намагався допомогти тим, хто потребував цього, будь то студент чи викладач.
В умовах трансформації економіки і суттєвих змін вимог до підготовки спеціалістів економічного профілю, рівня їх професіоналізму і компетенції за рішенням ради інституту від 18.06.2002 року інститут аграрного бізнесу перейменували на інститут продовольчого бізнесу (Наказ № 363 від 01.07.2002 р.), який в подальшому став інститутом аграрної економіки і менеджменту (Наказ № 12 від 12.01.2005 р.), а у вересні цього ж року — реорганізований у факультет.
З 1.09. 2004 р. по 01.09. 2016 р. обов'язки декана факультету (директора інституту) аграрної економіки і менеджменту виконував Роман Богданович Гевко.
Голова Тернопільського відділення Інженерної академії України, Заслужений винахідник України, академік Інженерної академії України, завідувач кафедри, член спеціалізованих рад із захисту кандидатських дисертацій у Львівському національному аграрному університеті та Вінницькому національному аграрному університеті.
Будучи інтелігентною людиною, Р. Б. Гевко дбав не тільки про успішність, порядок та дисципліну на факультеті, але й добрі взаємини як в студентському, так і у викладацькому середовищі. Багато часу і сил віддавав пошуку свого абітурієнта, а тому відкривав нові спеціальності, створював філіали кафедр.

Викладачі ФАЕМ під час святкування 50-річчя ТНЕУ

З серпня 2015 року факультетом керує Б. О. Язлюк, д.е.н., професор. Пріоритети в роботі декана: міжнародне співробітництво і партнерство; пошук і відкриття нових напрямків підготовки, навчально-науково-виробничих центрів; пропагування факультету, як надійної і якісної бази підготовки кадрів; профорієнтаційна робота і залучення іноземних студентів на навчання; зв'язок науки з виробництвом; розвиток спорту, студентське самоврядування і активний відпочинок тощо.
На даний час в структуру факультету входять кафедри: обліку та економіко-правового забезпечення агропромислового бізнесу (завідувач кафедри Р. Ф. Бруханський, д.е.н., професор); менеджменту біоресурсів і природокористування (завідувач кафедри, Р. Б. Гевко, д.т.н., професор).
Факультет є визнаним флагманом аграрної освіти і науки країни, виконує місію якісної підготовки кадрового потенціалу вищої кваліфікації для всіх ланок — сільськогосподарської, харчової, переробної, і екологічної, педагогічної й освітньої, адміністративної і державницької. Завдяки численним досягненням, зокрема, науковим публікаціям, відкриттям, участі викладачів і студентів у міжнародних науково-практичних конференціях факультет знаний й за кордоном.

## Сучасність
Упродовж останнього десятиліття на факультеті ступінь доктора наук отримали 5 здобувачів, кандидата наук — 35.  На даний час, професорсько-викладацький склад кафедр факультету нараховує 9 докторів наук і 22 кандидати наук.
Тільки за вказаний час, ними було видано 42 монографії загальним обсягом 535 д.а., 80 навчальних посібників і підручників (930 д.а.), опубліковано 695 статей у фахових виданнях України і світу (310 д.а.). Факультет провів 36 семінарів різного рівня, 4 міжнародні та 12  всеукраїнські науково-практичні конференції. З-поміж них: «Стратегія ресурсозберігаючого використання аграрно-економічного потенціалу на основі активізації інноваційно-інвестиційної діяльності — об’єктивна передумова інтеграції країни в Світове співтовариство», «Стратегія розвитку підприємництва: теорія, організація, практика», «Прикладна економіка — від теорії до практики», «Теоретичні та прикладні аспекти розвитку аграрного бізнесу України» та ін.
З метою патенто-ліцензійного та інноваційного забезпечення науково-дослідних програм і проектів, а також вирішення питань правового захисту об'єктів права інтелектуальної власності у 2002 р. на факультеті створено патентну службу. Керівником служби призначено доктора технічних наук, професора, заслуженого винахідника України Р.Б. Гевка. За час існування патентної служби засвідчено авторство 207 прав на винаходи, зокрема упродовж 2006—2016 років — 182.
На факультеті здійснюється випуск двох наукових збірників (Міжнародного збірника наукових праць «Інститут бухгалтерського обліку, контроль та аналіз в умовах глобалізації»; Всеукраїнського збірника наукових праць «Український журнал прикладної економіки»).

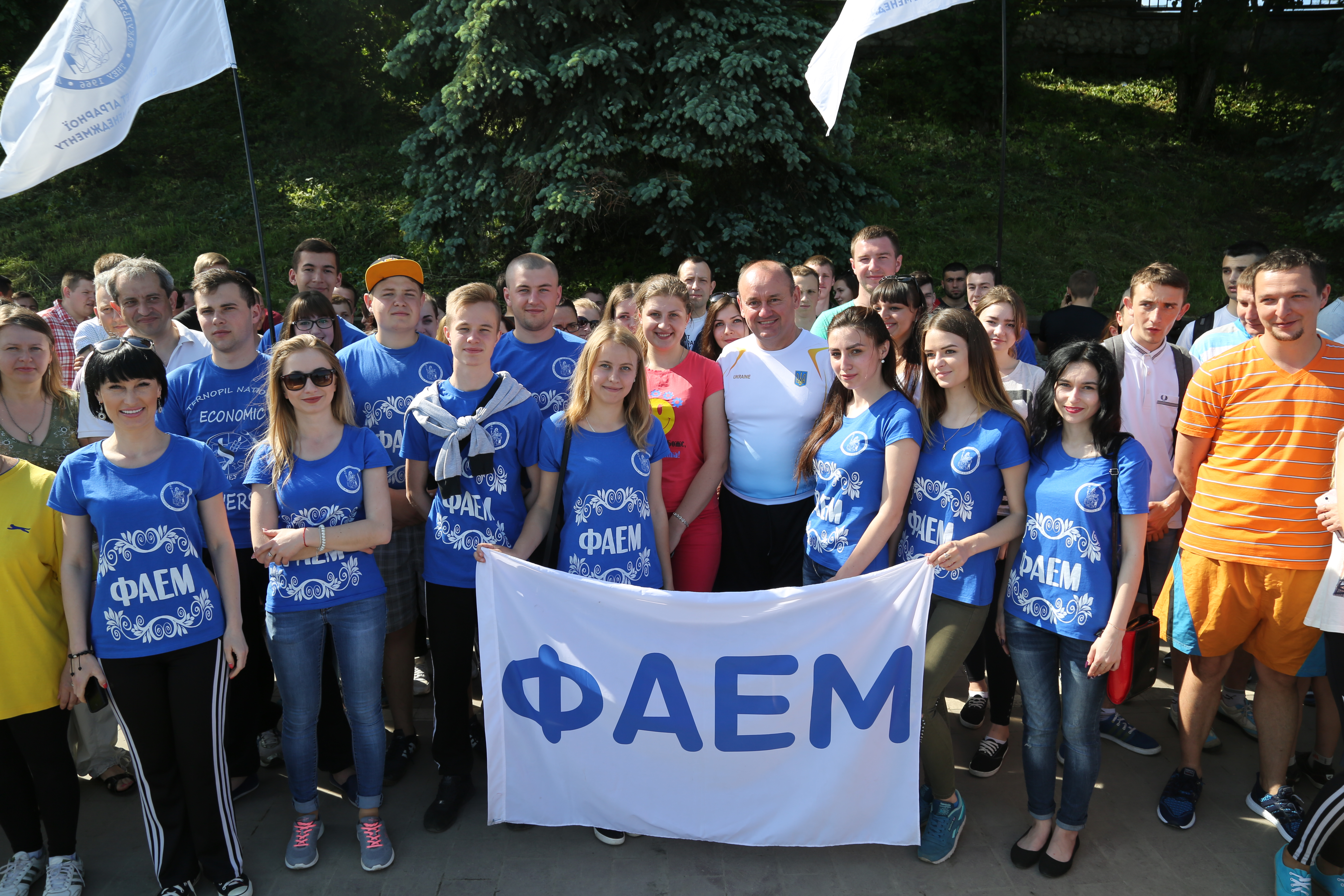
Студенти ФАЕМ з ректором ТНЕУ

В стінах факультету активно діє Студентське наукове товариство «Doctor-клуб» та «Учні Луки Пачолі» , які щорічно проводять конференції, матеріали яких публікуються в наукових збірниках. Молодь працює над власними науковими розробками.
Велике значення у сучасному економічному розвитку нашої країни має її інтеграція в світове товариство. Завдяки плідній співпраці факультету та Асоціації зі співробітництва в галузі екології, сільського господарства та розвитку села в Східній Європі «АПОЛЛО», програмам Німецької Служби Академічних обмінів (ДААД),  Міністерства захисту прав споживачів, продовольства і сільського господарства та Німецького Селянського Союзу, Уряду Великої Британії з питань молодіжного руху і культурного обміну HORS (GB), «Agroimpuls», «WorkandTravel» та ін. студенти денної форми навчання щорічно проходять стажування за кордоном. Крім роботи та мовної практики студенти вивчають нові технології ведення сільського господарства, знайомляться з культурою іншої країни, з методами ведення бізнесу, а також із потенційними роботодавцями.
Така співпраця надає прекрасні можливості для набуття практичних навичок на сільськогосподарських підприємствах країн Європи, США та Канади, сприяє активній участі у спільних бізнес-проектах, навчальних семінарах, тренінгах, успішному просуванні на  шляху гідної праці в Україні.
Міжнародна співпраця факультету є показником його зрілості, високого рівня освітніх послуг, який визнано і підтримано закордонними колегами, гнучкості підготовки кадрів, орієнтованої на першочергові потреби держави.
Освітній ідеал факультету — ерудована і вихована людина у дусі фундаментальних університетських традицій та цінностей, тому головною метою концепції діяльності факультету аграрної економіки і менеджменту визначено підтримку та розвиток творчих здібностей молодих людей в традиціях академічної свободи і університетського вільнодумства.
|  |  |  |  |  |  |

## Кадровий склад
- Брич Василь Ярославович — директор навчально-наукового інституту біоресурсів і природокористування, доктор економічних наук;
- Гуменюк Олена Олексіївна  — заступник директора навчально-наукового інституту біоресурсів і природокористування;
- Пуцентейло Петро Романович — заступник директора навчально-наукового інституту біоресурсів і природокористування з наукової роботи;
- Богатюк Лариса Миколаївна — спеціаліст деканату

Декани
- Войчишин Іван Васильович — 1973—1974,
- Сгібнев Анатолій Павлович — 1974—1988,
- Гладич Богдан Богданович — 1988—1993; 2000—2004,
- Олійник Василь Михайлович — 1993—2000,
- Гевко Роман Богданович — 2004—2015,
- Язлюк Борис Олегович — 2015 — 2020,
- Шушпанов Дмитро Георгійович — 2020-2021
- Брич Василь Ярославович — з 2021.

## Вчена рада факультету
Склад вченої ради факультету аграрної економіки і менеджменту ТНЕУ (2017/18 навчальний рік):
- Язлюк Борис Олегович — голова ради, декан факультету аграрної економіки і менеджменту, доктор економічних наук, професор, професор кафедри обліку та економічно-правового забезпечення аграрного бізнесу;
- Бутов Андрій Миколайович — заступник голови ради, кандидат  економічних наук, доцент кафедри обліку та економічно-правового забезпечення аграрного бізнесу;
- Палюх Микола Степанович — секретар ради, кандидат  економічних наук, доцент кафедри обліку та економічно-правового забезпечення аграрного бізнесу;
- Гевко Роман Богданович — доктор технічних наук, професор, завідувач кафедри менеджменту біоресурсів і природокористування;
- Бруханський Руслан Феоктистович — доктор економічних наук, доцент, завідувач кафедри обліку та економічно-правового забезпечення аграрного бізнесу;
- Дзядикевич Юрій Володимирович — доктор технічних наук, професор кафедри менеджменту біоресурсів і природокористування;
- Дудар Тарас Григорович — доктор економічних наук, професор кафедри  менеджменту біоресурсів і природокористування;
- Пархомець Микола Кирилович — доктор економічних наук, професор обліку та економічно-правового забезпечення аграрного бізнесу;
- Пуцентейло Петро Романович — доктор економічних наук, професор кафедри обліку та економічно-правового забезпечення аграрного бізнесу;
- Волошин Роман Володимирович — кандидат економічних наук, доцент кафедри аграрного менеджменту і природокористування;
- Дудар Володимир Тарасович — кандидат економічних наук, доцент кафедри менеджменту біоресурсів і природокористування;
- Гах Роман Васильович — кандидат педагогічних наук, доцент, завідувач кафедри фізичної культури і спорту;
- Дуда Богдан Петрович — старший викладач кафедри фізичної культури і спорту;
- Богатюк Лариса Миколаївна — спеціаліст факультету аграрної економіки і менеджменту;
- Шевчук Михайло Миколайович — голова студентської ради факультету, студент групи ОПЗ-31;
- Кісілюк Леля Володимирівна — студентка групи ОПЗ-21.

## Підрозділи

### Кафедра менеджменту біоресурсів і природокористування[5][6]
Кафедра менеджменту біоресурсів і природокористування створена згідно з наказом ректора ТНЕУ у 2015 році шляхом об'єднання двох кафедр — аграрного менеджменту і права та економіки та менеджменту природокористування, які функціонували у складі факультету аграрної економіки і менеджменту.
Кафедрою керує Р. Б. Гевко, д.т.н., професор.
Колектив кафедри здійснює підготовку фахівців за такими спеціальностіми:
- в галузі знань 07 «Управління та адміністрування» — 073 «Менеджмент» (освітня програма «Менеджмент природокористування»), освітні ступені «бакалавр», «магістр»;
- в галузі знань 19 «Архітектура та будівництво» — 193 «Геодезія та землеустрій», освітній ступінь «бакалавр»;

Рішенням Вченої ради Тернопільського інституту народного господарства та на підставі наказу ректора інституту академіка О. А. Устенка 6 липня 1994 року у складі факультету аграрного бізнесу було створено кафедру аграрного менеджменту і права.
Основна мета формування випускової кафедри аграрного менеджменту і права полягала у підготовці висококваліфікованих спеціалістів для аграрного сектору економіки України із спеціальності «Аграрний менеджмент», які б володіли знаннями та навичками в галузях аграрної економіки та права з присвоєнням кваліфікації «Економіст-правознавець».
Історія створення кафедри економіки та менеджменту природокористування розпочалась ще 21 вересня 2000 року, коли у складі інституту аграрного бізнесу Тернопільської академії народного господарства за наказом ректора Устенка О. А. був створений новий підрозділ — кафедра машин і обладнання АПК. Мета — задоволення потреб ринку у фахівцях із економічною освітою з технічним спрямуванням.
Професорсько-викладацький колектив активно займається науковою роботою зі студентами. Зокрема, в 2007 р. професор Дзядикевич Ю. В. за керівництво магістерською роботою студентки Луцишин Наталі, що брала участь у 7-му Всеукраїнському конкурсі випускних, дипломних, магістерських робіт у номінації «Аграрний менеджмент», нагороджений грамотою Президії науково-методичної комісії з менеджменту і адміністрування.
У 2010 році Дніпропетровський державний агарний університет нагородив студентку Сапеляк Ірину сертифікатом переможця Всеукраїнського конкурсу студентських наукових робіт за галуззю «Економіка сільського господарства та АПК» та дипломом III ступеня .
Одеський державний економічний університет нагородив у 2011 р. студентку Муравицьку Людмилу як переможця II етапу Всеукраїнської студентської олімпіади зі спеціальності «Менеджмент організацій».
Сертифікат переможця Всеукраїнського конкурсу студентських наукових робіт у 2011 році за галуззю «Економіка сільського господарства та АПК» у Дніпропетровському державному аграрному університеті отримав студент Крайняк Костянтин.
За активний внесок у розвиток студентської науки, творчий пошук, активну життєву позицію грамотою ТНЕУ нагороджена студентка Януш Роксолана у номінації «Окрилена мистецтвом» у 2011 році.
Подільський національний агротехнічний університет (м. Кам'янець –Подільський) у 2015 році нагородив дипломом третього ступеня студентку Грицюк Ганну як переможницю II туру Всеукраїнського конкурсу студентських наукових робіт з напряму «Економіка сільського господарства та АПК» серед студентів вищих навчальних закладів.
Львівський національний агарний університет у 2014 році нагородив дипломом другого ступеня студентку Максимлюк Оксану та у 2015 році — Наталію Женіч як переможниць Всеукраїнської студентської олімпіади з дисципліни «Економіка природокористування».
Професор Гевко Р. Б. активно займається науковими дослідженнями, проводить значну навчально-методичну роботу, керує магістерськими та дипломними роботами, постійно шукає нові прогресивні ідеї та впроваджує їх у практичну діяльність і навчальний процес. Член спеціалізованих рад із захисту кандидатських дисертацій у Львівському національному аграрному університеті та Вінницькому національному аграрному університеті.
Викладачі кафедри: професори Гевко Р. Б., Дзядикевич Ю. В. та доценти Розум Р. І., Вітровий А. О., Буряк М. В. визнані "Кращими винахідниками Тернопільської області " за високі досягнення в науково-технічній діяльності, а Гевко Р. Б. і Розум Р. І. — лауреати обласної премії імені Івана Пулюя.
Викладачі кафедри працюють над держбюджетними дослідженнями, госпдоговірними темами.
Госпдоговірні теми були укладені з ПП Грод М. С., ПАП Топільче, ТзОВ Тирас, Радехівським лісомисливським господарством і на теперішній час з ПАП «Дзвін».

### Кафедра обліку та економіко–правового забезпечення агропромислового бізнесу[7][8]
Кафедра обліку та економіко-правового забезпечення агропромислового бізнесу є правонаступницею профільної кафедри бухгалтерського обліку в сільському господарстві, яка квітні 1973 року була створена в структурі новоствореного планово-економічного факультету внаслідок розділу кафедри облікових дисциплін Тернопільського фінансово-економічного інституту, хоча підготовка спеціалістів з обліку в сільському господарстві велася з початку утворення філії (1966 р.). Кафедра є однією з провідних кафедр вищих навчальних закладів України.
Кафедрою керує Р. Ф. Бруханський, д.е.н., професор. За останній час кардинально змінилися пріоритети і напрямки діяльності.
Кафедра забезпечує якісну підготовку фахівців на здобуття освітніх ступенів «бакалавр» і «магістр» зі спеціальності 071 «Облік і оподаткування» освітньої програми «Облік і правове забезпечення агропромислового бізнесу»; 051 — Економіка («Прикладна економіка»; «Експертна оцінка землі та нерухомого майна»). Кафедра представлена у вченій раді Університету, спеціалізовані вченій раді по захисту дисертацій Д 58.082.03 на якій відбувається захист докторських та кандидатських дисертацій за спеціальністю 08.06.04. — «Бухгалтерський облік, аналіз та аудит (за видами економічної діяльності)».
Пріоритетними стали міжнародне співробітництво і партнерство, використання сучасних технологій навчання; використання інформаційних технологій обліку та аналізу в системі управління; виконання держбюджетної та госпдоговірних науково-дослідних тем з проблем та тенденцій розвитку обліку, аналізу та аудиту в умовах соціально-економічної трансформації суспільства; написання підручників і посібників; участь в науково-практичних конференціях тощо.
Професори кафедри є членами спеціалізованих вчених рад не лише ТНЕУ, але й інших ВНЗ, на яких відбувається захист докторських і кандидатських дисертацій за різноманітними спеціальностями.
На базі НДВГ «Наука» постійно діє філіал кафедри, що дає змогу студентам при проходженні практики і стажування набувати практичних навичок з комп'ютеризації обліку та аналізу, проведення аудиту.
На кафедрі обліку і економіко-правового забезпечення агропромислового бізнесу здійснюється випуск Міжнародного збірника наукових праць «Інститут бухгалтерського обліку, контроль та аналіз в умовах глобалізації» і Всеукраїнського збірника наукових праць «Український журнал прикладної економіки».
Кафедра обліку і економіко-правового забезпечення агропромислового бізнесу є офіційним провайдером Програми сертифікації і підвищення кваліфікації бухгалтерів АПВ (Certified Agricultural Professional Accountant).
Створено базу електронних підручників, навчальних посібників та контролюючих програм. Кафедрою підготовлено і розміщено на Web-порталі бібліотеки ім. Л. Каніщенка ТНЕУ всю навчально-методичну документацію. Викладачі кафедри входять до складу редакційних колегій 3-х всеукраїнських наукових журналів, які визнані ВАК України.
Колективом кафедри налагоджена співпраця з 15 вищими учбовими закладами України. Викладачі кафедри пройшли стажування в університетах Великої Британії та Польщі.

### Кафедра фізичної культури і спорту[10]
Кафедра створена 27.08.2015 року, з метою оптимізації навчального та навчально-тренувального процесу з фізичної культури та спорту серед студентів. Кафедру очолив заслужений тренер України, заслужений працівник освіти України — Циквас Роман Станіславович.
На даний час кафедрою керує Р. В. Гах, к.п.н., доцент.
Діяльність кафедри здійснюється за трьома напрямками:
- розвиток спорту вищих досягнень (підготовка спортсменів високого класу);
- розвиток масового спорту(підготовка студентів для участі у внутрішніх спортивних заходах навчального закладу та обласних студентських змагань);
- впровадження та популяризація новітніх оздоровчих програм.

У 1994 р. з метою кращої організації та проведення спортивно-масової, оздоровчої роботи серед студентів, підготовки спортсменів високого класу проведено реорганізацію кафедри фізичного виховання. Вона була поділена на кафедру спорту (з січня 2005 р. її очолює Р. С. Циквас) і кафедру фізичної культури на чолі з Ю. С. Мазуренком. Тоді ж було створено Центр фізичної культури та спорту.
Новостворені підрозділи, спортивні клуби активно співпрацювали зі Студентською спортивною спілкою України, Комітетом з фізичного виховання та спорту МОН України, беручи участь у всіх комплексних заходах, універсіадах.
Студенти ТНЕУ своїми досягненнями у складі збірних команд України завоювали повагу і авторитет на всіх континентах планети, примножили ряди чемпіонів та призерів України, Європи, світу, Олімпійських ігор. У їх числі:
- Гонтюк Роман — заслужений майстер спорту України з дзюдо, студент факультету банківського бізнесу;
- Бубон Віталій — заслужений майстер спорту України з дзюдо, студент магістратури;
- Семенюк Марічка — заслужений майстер спорту України з самбо, майстер спорту міжнародного класу з дзюдо, студентка факультету банківського бізнесу;
- Пушкар Андрій — заслужений майстер спорту України з армреслінгу, студент факультету обліку і аудиту;
- Реміцька Уляна — майстер спорту міжнародного класу України з самбо, студентка факультету банківського бізнесу;
- Сайко Олена — майстер спорту міжнародного класу України з дзюдо, студентка факультету банківського бізнесу;
- Ласкута Анатолій — майстер спорту міжнародного класу України з дзюдо, студент факультету банківського бізнесу;
- Шарлай Артур — майстер спорту міжнародного класу України з самбо, студент факультету банківського бізнесу;
- Денисенко Вікторія — майстер спорту міжнародного класу України з дзюдо, студентка факультету банківського бізнесу;
- Сиротін Володимир — майстер спорту міжнародного класу України з вільної боротьби, студент юридичного факультету;
- Барановський Дмитро — майстер спорту міжнародного класу України з легкої атлетики, студент факультету фінансів;
- Лупу Наталія — майстер спорту міжнародного класу України з легкої атлетики, студентка факультету фінансів;
- Виноградов Євген — майстер спорту міжнародного класу України з легкої атлетики (метання молота), студент факультету комп'ютерних та інформаційних технологій;
- Гладун Зоя — майстер спорту міжнародного класу України з легкої атлетики, студентка факультету фінансів;
- Бойко Алла — майстер спорту міжнародного класу України, студентка факультету економіки управління;
- Йосипенко Людмила — майстер спорту України з легкої атлетики, студентка факультету банківського бізнесу.

Успішний виступ спортсменів у змаганнях VII Універсіади України, Всесвітньої універсіади, чемпіонатах Європи та світу серед студентів дав змогу ТНЕУ ввійти до кращих вузівських колективів України, Європи та світу.

## Відомі випускники
- В. Ющенко — Президент України (2005—2010 рр.);
- П. Гайдуцький — Міністр сільського господарства і продовольства Кабінету міністрів України;
- Р. Заставний — міський голова Тернополя (2006—2010 рр.), народний депутат Верховної ради України;
- М. Довбенко – економіст, політик, Народний депутат України 8-го скликання;
- В. Чвалюк — начальник управління Національного банку України в Тернопільській області;
- А. Лісняк — керуючий Київським регіональним департаментом АКБ «Сведбанк»;
- С. Ковдриш — заступник начальника Тернопільської об'єднаної державної податкової інспекції;
- П. Канак — перший заступник голови правління товариства «Тернопільгаз»;
- С. Шикула — керуючий Тернопільським відділенням акціонерного банку «Київська Русь»;
- В. Сагайдак — директор державного підприємства «Тернопільавтотранссервіс»;
- Б. Прокопів — начальник відділу власної безпеки митного пункту Краковець Львівської митниці;
- М. Мороз — начальник відділу продовольчого забезпечення і продовольчої безпеки Департаменту економічної конкуренції та секторальних перетворень Міністерства економіки України.